# Bernard Maury
Bernard Jacques Maury, né le 28 décembre 1943 à Marmande et mort le 31 juillet 2005 à Caen, est un pianiste, pédagogue et arrangeur français. Spécialisé dans l'harmonie jazz et ami du pianiste américain Bill Evans, il a formé nombre de pianistes français aujourd'hui réputés. Il est le cofondateur de la Bill Evans Piano Academy.

## Biographie
Originaire du Sud-Ouest, Bernard Maury découvre le jazz au cours d'une conférence de Hugues Panassié. Autodidacte, il développe sa culture musicale en transcrivant la musique d'Oscar Peterson et d'Erroll Garner, et étudie l'harmonie à partir de différents traités et partitions classiques.
Installé à Paris au début des années 1970, il intègre la formation de Michel de Villiers et accompagne le saxophoniste Johnny Griffin. En 1972, par l'entremise de Francis Paudras, il rencontre Bill Evans, venu à Paris pour une série de concerts. De cette rencontre naît une relation artistique et amicale qui lui permet d'approfondir son exploration du langage evansien.
De 1974 à 1976, il s'installe à Rio de Janeiro. Il côtoie Johnny Alf (un des précurseurs de la Bossa-nova) et accompagne la chanteuse Maria Creuza.
Au début des années 1990, on le retrouve dans de nombreuses formations. Il joue entre autres avec Cesarius Alvim, Tony Rabeson, Éric Le Lann, Jean-Louis Chautemps, Pierre Blanchard, les frères Belmondo, Toots Thielemans, Didier Lockwood, Hal Singer, Luigi Trussardi et partage la scène avec d'autres pianistes comme Warren Bernhardt, Michel Petrucciani, Michel Graillier ou encore Alain Jean-Marie pour des concerts en hommage à Bill Evans, notamment.
En tant qu'arrangeur, il signe les orchestrations de Parker With String (direction Michel Legrand) et l'album Serena du pianiste René Urtreger. Pédagogue mondialement reconnu, il donne des conférences au Berklee College of Music (Boston, États-Unis), anime des Masterclasses dans plusieurs universités américaines (Miami, Memphis, New Orleans, UCLA) et européennes (Graz, Bologne, Gênes, Milan, Vienne, etc.).
En 1994, il fonde et prend la direction du département jazz du Conservatoire du 9e arrondissement de Paris (Conservatoire Nadia et Lili Boulanger). En 1996 il cofonde la Bill Evans Piano Academy avec Samy Abenaïm dans le 20e arrondissement de Paris.

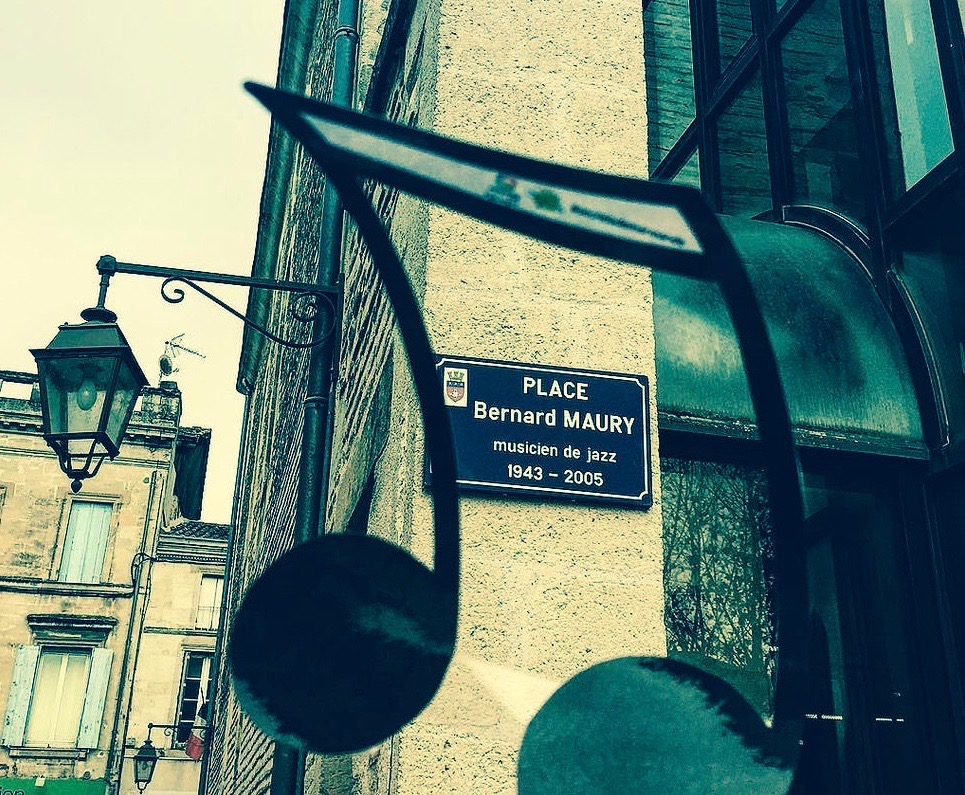
Place Bernard Maury à Marmande.

## Style
Spécialiste du langage de Bill Evans, Bernard Maury s'est forgé un style basé sur l'emploi de modes issus de systèmes habituellement délaissés tels que le majeur harmonique ou encore le majeur double harmonique. Son jeu est caractérisé par des renversements inusités, des lignes contrapuntiques et par l'emploi de gammes à transposition limitée (notamment la gamme double augmentée).

## Élèves notables
Parmi ses élèves d'harmonie ou de piano, on peut citer : Pierre de Bethmann, Sylvain Beuf, Jean-Pierre Como, Lilian Dericq, Zool Fleischer, Étienne Guéreau, Ahmet Gulbay, Benoît Delbecq, Philippe le Bareillec, Éric Legnini, Jean-Pierre Mas, Alfio Origlio, Michel Petrucciani, Jean-Michel Pilc, Gael Rakotondrabe, Emil Spanyi, Jacky Terrasson, Laurent de Wilde, Pierre-Alain Goualch, Cédric Granelle.

## Discographie sélective
- L'Amour dans l'âme (Luigi Trussardi)
- Prints in the Sand (Hal Singer)
- Departure (avec Marc Johnson)